# Fire (instant messenger)
Fire è stato il primo programma di messaggistica istantanea per macOS. Supporta IRC, XMPP, AIM, ICQ, MSN, Yahoo! Messenger e Bonjour. Tutte le librerie che lo compongono sono software libero.

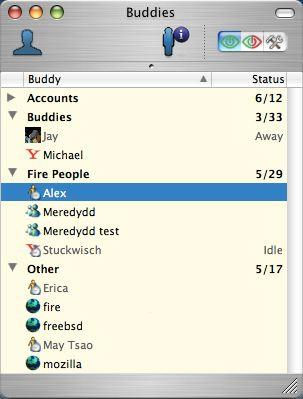
Interfaccia di Fire

È sviluppato in Objective C. Gli autori hanno spiegato che il nome deriva dal seguente gioco di parole:
(Fire: About Fire)
Il 23 febbraio 2007 gli ultimi due sviluppatori di Fire hanno annunciato l'abbandono del progetto e hanno scritto un software per permettere agli utenti di migrare ad Adium, consigliando di usare quest'ultimo.